# Austrozele longipes
Austrozele longipes är en stekelart som först beskrevs av Holmgren 1868.  Austrozele longipes ingår i släktet Austrozele och familjen bracksteklar. Inga underarter finns listade.